# Mondphase

Animation der Mondphasen – daneben sind auch Erdnähe und Erdferne als Größenschwankung und Libration als „Torkeln“ zu erkennen

Als Mondphasen bezeichnet man die wechselnden Lichtgestalten des Mondes. Sie entstehen durch die perspektivische Lageänderung seiner Tag-Nacht-Grenze relativ zur Erde während seines Erdumlaufes. Gebräuchlich ist die Einteilung in vier Viertel von je ungefähr einer Woche Länge. Ein gesamter Mondphasenzyklus von einem Neumond zum folgenden Neumond wird auch Lunation genannt und dauert im Mittel etwa 29,53 Tage.
- Im Phasenzyklus folgt nach Neumond zunehmender Mond, nach Vollmond abnehmender Mond.
- Hauptphasen des Zyklus sind neben Neumond (Leerphase) und Vollmond (Vollphase) auch die beiden Halbphasen (zunehmender beziehungsweise abnehmender Halbmond).
- Bei Halbmond (Dichotomie) ist die Hälfte (50 %) der sonnenbeschienenen Mondoberfläche sichtbar. Astronomen beziehen sich auf Teilungen des vollen Zyklus des Mondes, wenn sie die zunehmende Halbphase Ende Erstes Viertel, die abnehmende Halbphase Beginn Letztes Viertel nennen.
- Während des ersten Zyklusviertels ist der zunehmende Mond am Abendhimmel beziehungsweise in der ersten Nachthälfte zu sehen, während des letzten Viertels der abnehmende Mond in der zweiten Nachthälfte bzw. am Morgenhimmel.
- Nur während des ersten und des letzten Viertels des Phasenzyklus erscheint der Erdtrabant als Mondsichel. Wenn sie nach Neumond erstmals als ganz schmale Sichel am Abendhimmel sichtbar wird, spricht man vom Neulicht, bei ihrer letzten Sichtbarkeit am Morgenhimmel vor Neumond vom Altlicht.

## Überblick
Ein Umlauf des Mondes um die Erde, nach dessen Vollendung der Mond wieder die gleiche Stellung zur Sonne einnimmt, dauert durchschnittlich etwa 29,53 Tage (29 Tage, 12 Stunden und 43 Minuten). Diese Zeitspanne wird synodischer Monat genannt und entspricht annähernd der Länge eines kalendarischen Monats. Tatsächlich sind sowohl die Bezeichnung Monat als auch die Länge der kalendarischen Monate von der synodischen Umlaufzeit des Mondes abgeleitet. Die Länge einer einzelnen Periode – einer Lunation – ist allerdings verhältnismäßig großen Schwankungen von über ±6 Stunden unterworfen (zum Mittelwert siehe auch synodische Periode).
Während der Bewegung des Mondes um die Erde ändert sich der Winkel, der im gedachten Dreieck Erde-Mond-Sonne von den Verbindungslinien Erde-Mond und Erde-Sonne aufgespannt wird, die sogenannte Elongation des Mondes. Für einen Beobachter auf der Erde verändert sich damit die Perspektive, mit der er den Mond sieht. Dies zeigt sich an der veränderten Lage der Tag-Nacht-Grenze auf der erdzugewandten Seite und damit als Änderung der Lichtgestalt des Mondes am Himmel über der Erde. Beim Durchlaufen des Mondphasenzyklus ab Neumond nimmt die Phase, als der Anteil der von der Sonne beleuchteten und gleichzeitig von der Erde aus sichtbaren Mondoberfläche, zunächst zu und anschließend wieder ab.
Gegenstück der Elongation ist der Phasenwinkel des Mondes, der im gedachten Dreieck Erde-Mond-Sonne von den Verbindungslinien Mond-Sonne und Mond-Erde aufgespannt wird. So erscheint beispielsweise bei zunehmendem Halbmond genau eine Hälfte beleuchtet, da der Phasenwinkel genau 90° beträgt. Zu dieser Phase ist auch die Elongation mit etwa 89,85° nahezu ein rechter Winkel. Der dritte Winkel im gedachten Dreieck ist jener, unter dem der Abstand Erde-Mond einem Beobachter auf der Sonne erschiene – maximal, bei Halbmond, etwa 0,15°. Weil die Distanz der Sonne zur Erde wie auch zum Mond fast vierhundertmal größer ist als die Distanz zwischen Erde und Mond, sähe er aus dieser Perspektive beide nun in einem Winkelabstand von etwa 9′ Bogenminuten, ihre sonnenzugewandte Seite voll beschienen.
| Das Erde-Mond-System mit Blick auf die Nordhalbkugeln …   | Das Erde-Mond-System mit Blick auf die Nordhalbkugeln … |
| --------------------------------------------------------- | --- |
|                                                           | Der Mond wird fast ununterbrochen von der Sonne beschienen. Da er nicht selbst leuchtet, ist somit stets nur seine von der Sonne beschienene Hälfte hell. Abhängig von der Position des Mondes auf seiner Umlaufbahn um die Erde, sieht ein irdischer Beobachter unterschiedlich viel von dieser beleuchteten Hälfte. Die so im Laufe einer Lunation zustandekommenden scheinbaren Beleuchtungsphasen des Mondes nennt man im Einzelnen: 1. Neumond (Elongation = 0°; Phasenwinkel = 180°), 2. erstes Viertel bzw. zunehmende Sichel (östliche Elongation < 90°; Phasenwinkel > 90°), 3. zunehmender Halbmond (astronomisch: Erstes Viertel; östliche Elongation ≈ 90°; Phasenwinkel = 90°), 4. zweites Viertel (östliche Elongation > 90°; Phasenwinkel < 90°), 5. Vollmond (Elongation = 180°; Phasenwinkel = 0°), 6. drittes Viertel (westliche Elongation > 90°; Phasenwinkel < 90°), 7. abnehmender Halbmond (astronomisch: Letztes Viertel; westliche Elongation ≈ 90°; Phasenwinkel = 90°), 8. letztes Viertel bzw. abnehmende Sichel (westliche Elongation < 90°; Phasenwinkel > 90°). |
| … und der Mond von der Nordhalbkugel der Erde aus gesehen | |
|                                                           | So erscheint der Mond im Laufe einer Lunation einem Beobachter auf der Erde. Die in der Astronomie übliche Zählung beginnt mit dem Neumond (1). Die Sichelform des Mondes im ersten (2) und letzten Viertel (8) ergibt sich aus dem Umstand, dass der Mond annähernd kugelförmig ist und deshalb die Tag-Nacht-Grenze um so stärker gekrümmt erscheint, je näher sie dem Rand des Umrisses der erdzugewandten Seite des Mondes kommt. Die Ausrichtung der Mondsicheln in der Abbildung gilt für die höheren Breiten der Nordhalbkugel der Erde. Auf der Südhalbkugel sind die Verhältnisse umgekehrt, während in Äquatornähe die Mondsichel liegend oder hängend erscheint. Ein kompletter Zyklus von Neumond zu Neumond kommt nur während eines synodischen Monats zustande. Während eines einfachen vollen Erdumlaufs (siderischer Monat, durchschnittliche Dauer 27,32 Tage) erreicht der Mond wegen der Bewegung der Erde auf ihrer Sonnenumlaufbahn nicht die gleiche Stellung zur Sonne wie zu Beginn des Umlaufs.                                                                       |
| Legende                                                   | |
|                                                           | A: Erde B: Erdmond C: Umlaufrichtung des Mondes D: Mondbahn um die Erde E: Sonnenstrahlen Anmerkung: Die Größenverhältnisse der Objekte auf den Grafiken und deren Abstände zueinander entsprechen nicht den natürlichen Verhältnissen. |

## Sichtbarkeit
Der Mond ist eine passive Lichtquelle, er streut das Licht der aktiven Lichtquelle Sonne.
- Der von der Sonne beschienene Anteil der Mondoberfläche erscheint hell.
- Nicht von der Sonne beschienene Anteile der Oberfläche auf der erdzugewandten Seite des Mondes können dennoch sichtbar werden. Denn die Tagseite der Erde reflektiert Sonnenlicht als Erdschein ins All, das auch den Mond erreicht; es wird von dort als sogenanntes aschgraues Mondlicht teilweise wieder zurückgeworfen. Daher ist für einen Beobachter auf der Erde oft nicht nur die beispielsweise sichelförmige Lichtgestalt der Mondphase zu sehen, sondern daneben, viel schwächer, auch die restliche erdzugewandte Oberfläche. Diese ist selbst bei Mondfinsternissen noch sichtbar, da das die Erdatmosphäre passierende Sonnenlicht gebrochen wird. Insbesondere langwellige Anteile erreichen daher den Vollmond auch noch im Erdschatten, sodass er, verdunkelt, nun kupferfarbig erscheint.
- Die Zeiten für den Mondaufgang und Untergang variieren mit den Phasen und (geringfügiger) mit der Jahreszeit. Details sind wegen der Neigung der Mondbahnebene zu jener der Erde sowie wegen der geneigten Erdachse kompliziert. Außerdem sind die Abweichungen zwischen der tatsächlichen Sonnenzeit und der Zeitzone, in der sich der Beobachter befindet, zu beachten, insbesondere während der Gültigkeit der Sommerzeit:
- Bei Neumond geht der Mond in etwa zusammen mit der Sonne am Morgen auf und am Abend unter. Danach findet der Auf- und Untergang von Tag zu Tag durchschnittlich ca. 50 Minuten später statt.
- Im ersten Viertel geht der Mond gegen Mittag auf und gegen Mitternacht unter.
- Bei Vollmond geht er in der Abenddämmerung auf und in der Morgendämmerung unter und ist die ganze Nacht sichtbar (im Sommer ca. 8 Stunden, im Winter bis zu 16 Stunden).
- Im letzten Viertel geht er gegen Mitternacht auf und gegen Mittag unter.

## Historisches
Die Mondphasen wurden früher auch Wadel genannt. Bei Martin Luther wird der abnehmende Mond altes Licht, der zunehmende junges Licht genannt.

## Lichtwirkung des Mondes

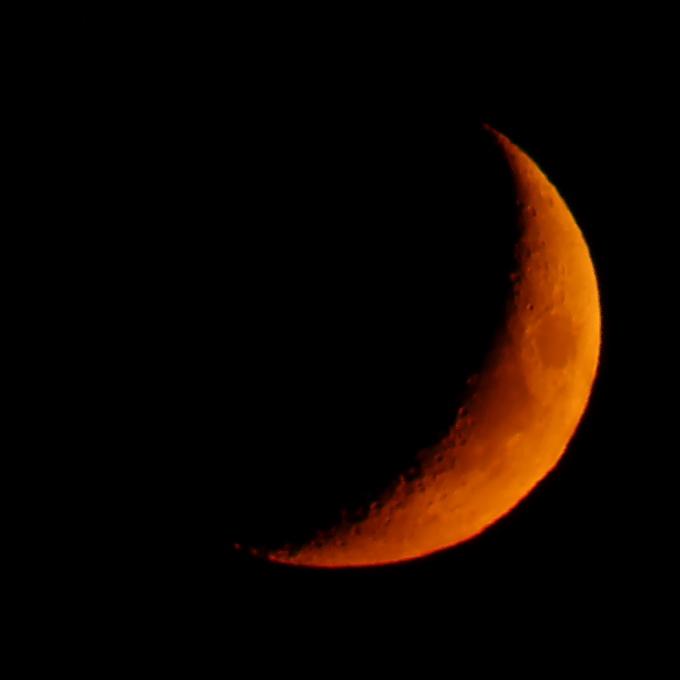
Zunehmender Mond mit 23 Prozent sichtbarer Oberfläche, etwa 4 Tage 16 Stunden nach Neumond aufgenommen am 13. Oktober 2018 am Nachthimmel in Berlin. Eine Viertelstunde vor Untergang steht die Mondsichel nur noch wenige Grad über dem Horizont, weshalb sie, ähnlich wie die tiefstehende Sonne, rötlich erscheint (vgl. → Rayleigh-Streuung).

Im Wandel der Mondphasen wird die irdische Nacht sehr unterschiedlich aufgehellt, und die Astronomen müssen bei Beobachtungen mit optischen Teleskopen die hellen „Mondnächte“ rund um Vollmond meist aussparen.
Zu Neumond wird die erdzugewandte Seite des Mondes nicht von der Sonne beschienen, ist also dunkel und geht – überdeckt vom atmosphärischen Himmelsblau – nahe der Sonne mit dieser auf und unter. Sichtbar ist der Neumond nur, wenn eine Sonnenfinsternis auftritt, alle paar Jahre am gleichen Standort.
Die sehr schmale Neulichtsichel steht der Sonne noch so nahe, dass sie nur kurz nach Sonnenuntergang zu sehen sein kann. Einige Tage nach Neumond steht die zunehmende Mondsichel dann abends so hoch, dass sie auch nach Ende der astronomischen Dämmerung über dem Horizont am Nachthimmel beobachtet werden kann. Eine Woche nach Neumond kann der Halbmond schon am gesamten Nachmittag sichtbar sein und scheint die halbe Nacht bis zu seinem Untergang gegen Mitternacht.
Zur starken Lichtwirkung um die Zeit des Vollmondes tragen vier Effekte bei:
1. Ein Beobachter auf der Erde sieht nun eine vollständig von Sonne beschienene Oberfläche des Mondes leuchten, also die maximale Lichtgestalt der Mondscheibe während eines Phasenzyklus. Dabei hängt der Raumwinkel der Vollmondscheibe auf der Himmelskugel von der jeweiligen Monddistanz ab. In Erdnähe stehend erscheint der Mond größer und scheint heller als in Erdferne.
2. Die Rückstrahlung (Albedo) des Mondes ist nun am stärksten, aus irdischer Perspektive sind die an Unebenheiten der Mondoberfläche geworfenen Schatten dem Blick entzogen, da der Einfallswinkel des auftreffenden Sonnenlichts nahezu dem Betrachtungswinkel entspricht. Dagegen scheint der Halbmond mit nur etwa 1/9 der Vollmondhelligkeit.[6]
3. Der Mond erreicht nun seinen Höchststand (Kulmination) um Mitternacht, im sonst dunkelsten Teil der Nacht. Bei höherem Mondstand trifft das Mondlicht in steilerem Winkel auf die Erdoberfläche, die Lichtstromdichte ist daher größer und die atmosphärische Streuung des Lichts geringer.
4. Der Vollmond ist die ganze Nacht über sichtbar und löst sich bei Auf- und Untergang geradewegs mit der Sonne ab.

Ein hochstehender Vollmond, der im Winter häufiger vorkommt, beleuchtet bei klarem Himmel die Erde sogar auf Meereshöhe einige Stunden so hell, dass mit dem dunkel-adaptierten menschlichen Auge Farben wahrgenommen werden können, etwa eine Wiese grün erscheint. Die Beleuchtungsstärke beträgt dann bis 0,25 Lux, das 250-fache einer sternklaren Neumondnacht (0,001 Lux).
Je mehr man sich ohne künstliche Lichtquellen (Stadt, elektrischer Strom, Beleuchtung von Fahrzeug und Straße, verborgen durch Berge, Vegetation, ohne Feuer) aufhält, bewegt oder lebt, desto stärker wird man als Sehender von Mondlicht – abhängig von Mondphasen und Bewölkung – in seinen Möglichkeiten nachts beeinflusst. Auf einer einsamen Straße, ohne Schattenwurf von Bäumen, hat man bei Vollmond Sicht, die eigentlich zum Laufen und (einsamen) Radfahren ausreicht und zwar gleichmäßig hell bis zum Horizont. Straßenbeleuchtung und Fahrradlicht ist mit etwa 10 lx oder mehr zumindest 40-mal so hell, doch nur im ausgeleuchteten Bereich. Solche Beleuchtungen lassen daneben die Ausleuchtung der Ferne durch Mondlicht weitgehend verblassen.

## Esoterik
In zahlreichen Büchern wird ein Zusammenhang zwischen Mondphasen und verschiedenen Lebenssituationen hergestellt. So soll der Stand des Mondes unter anderem Einfluss auf Unfallhäufigkeit, Komplikationen bei Operationen und Geburten oder auf das Haarwachstum haben. Für keine derartige Behauptung konnten Studien Belege finden, sie gelten daher als widerlegt.
Insbesondere der angebliche Mondphasenzyklus von 28 Tagen (tatsächlich gut 29,5 Tage) beeinflusst seit über hundert Jahren im deutschsprachigen Raum die Vorstellung von „Biorhythmen“, die sich auf alle Lebensbereiche auswirken sollen. Verbreitet ist vor allem die Meinung, dass ein Zusammenhang zwischen den Mondphasen und der Schlafqualität bestehe. Die Gesamt-Studienlage gilt in diesem Bereich allerdings als dünn und nicht belastbar. Hartnäckig hält sich auch die Überzeugung, dass sich die angebliche durchschnittliche Dauer des Menstruationszyklus der menschlichen Frau von behaupteten 28 Tagen mit dem Mondphasenzyklus von angeblich ebenfalls 28 Tagen erklären ließe. Dabei ist in der Gynäkologie seit Langem bekannt, dass der Zyklus schon bei gesunden Frauen zwischen 23 und 35 Tagen schwanken kann. Diese Theorie vermag auch nicht zu erklären, warum die Menstruationszyklen bei den diversen Säugetieren unterschiedlich lang sind und ihre Dauer auch im Durchschnitt stark vom Mondphasenzyklus abweicht.

## Mondphase und Tidenhub

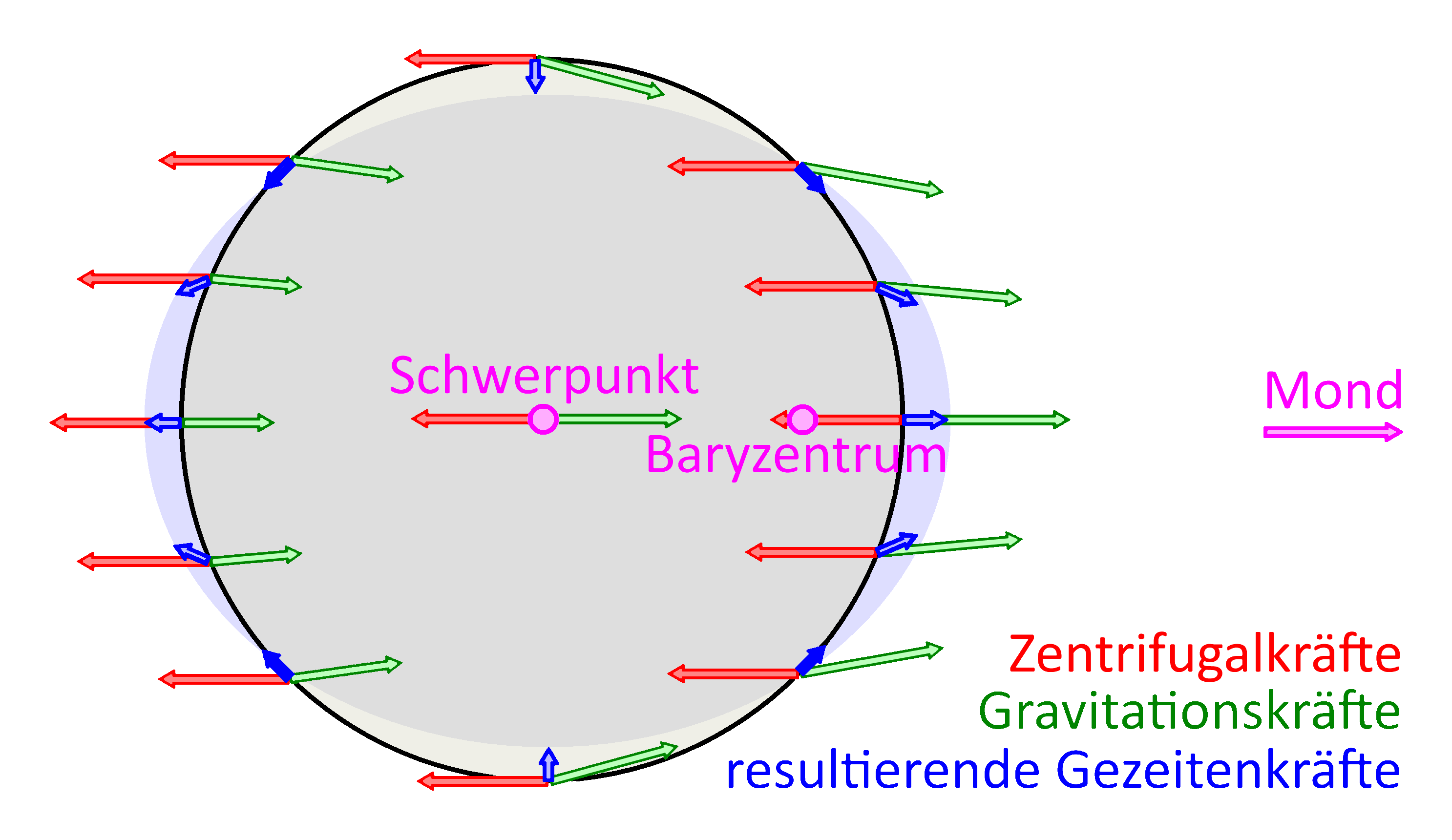
Entstehung der Gezeitenkräfte durch den Mond: Gezeitenkräfte an der Erdoberfläche als Summe aus der Gravitationskraft des Mondes und der durch die Revolution der Erde um das Baryzentrum verursachten Zentrifugalkraft. Bezugssystem ist die Erde.

Irrtümlicherweise werden die Gezeiten sehr häufig allein der Gravitation des Mondes zugeschrieben. Die 3-phasig veränderliche Meereshöhe erklärt sich vielmehr aus dem Zusammenspiel von der Gravitation des Mondes plus der Zentrifugalkraft des gemeinsamen Erd-Mond-Massenmittelpunkts, des Baryzentrums und der Gravitation der Sonne.

### Gravitation des Mondes
Die Gezeiten werden durch die Gravitation vor allem des nahen Mondes ausgelöst, der, bedingt durch seine Eigenbewegung, in 29,53 Tagen die Erde einmal weniger oft scheinbar umkreist, als es die Sonne tut. Während eines scheinbaren Mondumlaufs von 24h 49min wird Wasser bei Mondhöchststand einmal zur Flutwelle zusammengezogen (Die tatsächliche ausgebildete Flutwelle läuft als Strömungsvorgang demgegenüber allerdings zeitversetzt um den Äquator der Erde, staut sich an Küsten, schwappt in Verengungen hoch und resoniert stellenweise).

### Zentrifugalkraft durch die Bewegung um den Erde-Mond-Massenmittelpunkt

Erde und Mond kreisen um ihren gemeinsamen Schwerpunkt – nicht maßstabsgetreue Illustration

Das Erde-Mond-System besitzt einen gemeinsamen Massenmittelpunkt (Baryzentrum). Dieser liegt auf der Verbindungslinie der Mittelpunkte von Erde und Mond, aufgrund der sehr viel größeren Masse der Erde allerdings im Inneren des Erdkörpers. Auf der dem Mond abgewandten Seite wirken den Erdanziehungskräften höhere Zentrifugalkräfte entgegen. Die flüssigen und gasförmigen Elemente werden deshalb „abgeschleudert“. Aus dem Zusammenspiel der Gravitation des Mondes und des Baryzentrums erklärt sich die 2-Phasigkeit (24h 49min) / 2.

### Gravitation der Sonne
Auch die Gravitation der Sonne beeinflusst Ebbe und Flut und macht sich bemerkbar in Schwankungen des Tidenhubs mit halbmonatlicher Periode (etwa 14,8 Tage). Sowohl zu Vollmond wie auch zu Neumond stehen Mond und Sonne zur Erde auf gleicher Linie, sodass beide Himmelskörper gleichsinnig wirken und es daher zum verstärkten Tidenhub der Springtide kommt. Dagegen ist der schwächere Tidenhub der Nipptide Folge der bei zunehmendem wie bei abnehmendem Halbmond auftretenden Stellung von Mond und Sonne, die dann in Bezug auf die Erde einen rechten Winkel bilden.
Die von Springtide über Nipptide zu Springtide zyklisch auftretenden Tidenhubschwankungen spiegeln den gravitativen Gezeiteneinfluss der Sonne wider. Die Periodenlänge entspricht einer Hälfte des Mondphasenzyklus während einer Lunation. Sie folgen dessen Hauptphasen – wegen der unterschiedlich verzögert eintreffenden Gezeitenwelle – mit einem gewissen zeitlichen Versatz (Springverspätung bzw. Nippverspätung), der bei Voraussagen zu berücksichtigen ist. Die Schwankungen in Tidenstieg und Tidenfall werden durch Wirkungen meteorologischer Veränderungen, z. B. von Windstärke und -richtung, überformt.

## Eselsbrücken
Eine ältere deutsche Merkregel für die Lichtfigur der Mondphasen basiert auf der deutschen Schreibschrift: Beim Schreiben des Buchstabens a beginnt man mit einem nach links gewölbten Bogen. Dieser zeigt die Orientierung der schmalen Sichel des abnehmenden Mondes, wie sie von einem Beobachter auf der Nordhalbkugel der Erde gesehen wird. Das z der Schreibschrift wird dagegen mit einem nach rechts gewölbten Bogen begonnen und steht für den zunehmenden Mond.

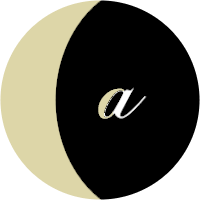
abnehmend
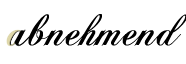
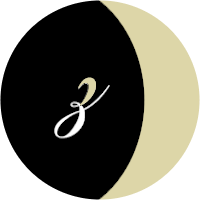
zunehmend
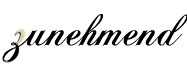

Eine lateinische Merkregel lautet luna mentitur (übersetzt: „der Mond lügt“) mit ähnlichem Bezug auf Buchstabenformen: die Mondsichel zeigt uns beim Abnehmen ein C wie crescens (‚zunehmend‘), und sie zeigt uns beim Zunehmen ein D wie decrescens (‚abnehmend‘).

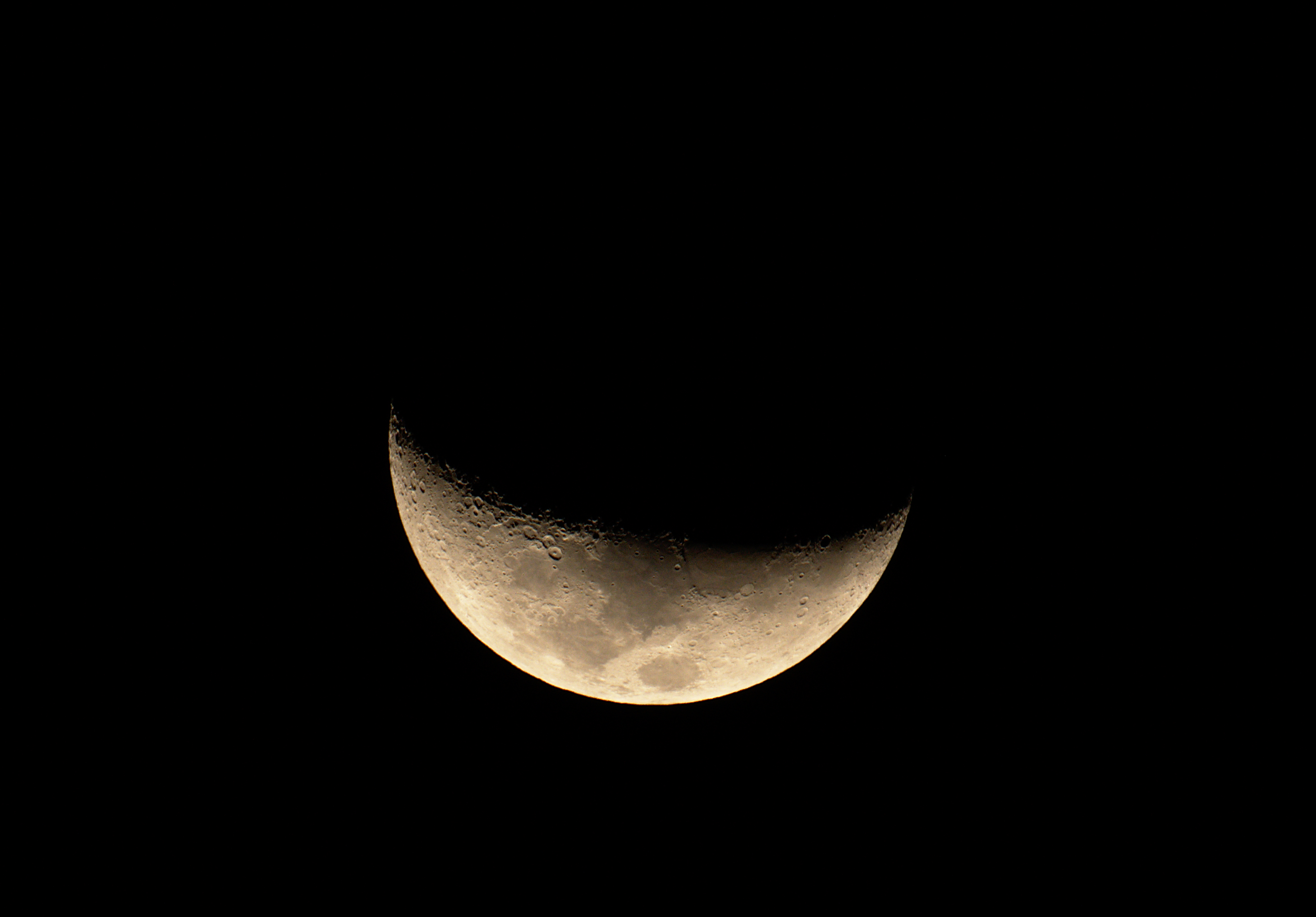
„Liegende“ Sichel des zunehmenden Mondes, wie sie nahe dem Erdäquator beobachtet werden kann (hier von der Südspitze Indiens aus, auf 9,5° nördlicher Breite)

Eine andere Merkregel verwendet die Zeichen „(“, als „Klammer auf“ für „abnehmend“, und „)“, „Klammer zu“ für „zunehmend“, deren Form jeweils die der Mondsichel wiedergibt. Auch die beiden mathematischen Symbole „<“ („kleiner als“; für „abnehmend“) und „>“ („größer als“; für „zunehmend“) eignen sich dafür.
Alle diese Merkregeln gelten in dieser Form nur in mittleren bis hohen nördlichen Breiten; in südlichen mittleren bis hohen Breiten gilt hingegen ihre Umkehrung. Zwischen den Wendekreisen sind sie aufgrund der annähernd horizontalen Lage einer Mondsichel beim Auf- und Untergang nur schwer und jahreszeitenabhängig anwendbar.

## Symbole
Sowohl in der Astronomie als auch in der Astrologie gibt es Symbole für die Mondphasen. Diese stellen die Phase als Piktogramm dar. Manchmal werden sie zusätzlich noch mit Gesichtern verziert. Da sie europäischen Ursprungs sind, entsprechen sie dem Anblick des Mondes auf der nördlichen Hemisphäre. Auf der südlichen Hemisphäre sieht man den Mond umgekehrt stehen, wodurch die Symbole verwirren können.
| Symbol                 | Symbol | Bedeutung |
| ohne                   | mit Gesicht                                                                                                  | Bedeutung |
| ---------------------- | --- | --- |
| Neumond                | Neumond mit Gesicht · Neumond mit Gesicht                                                                    | Neumond |
| Zunehmender Sichelmond | Zunehmender Sichelmond mit Gesicht · Zunehmender Sichelmond mit Gesicht                                      | Zunehmender Sichelmond (Neulicht in den ersten Tagen nach Neumond); Planetenmetall Silber, Montag; Mond- oder Sonnenfinsternis |
| Zunehmender Halbmond   | Zunehmender Halbmond mit Gesicht                                                                             | Zunehmender Halbmond, Erstes Viertel                                                                                           |
| Zunehmender Mond       | | Zunehmender Mond (kein spezifischer Name)                                                                                      |
| Vollmond               | Vollmond mit Gesicht · Vollmond mit Gesicht                                                                  | Vollmond, Zweites Viertel |
| Abnehmender Mond       | | Abnehmender Mond (kein spezifischer Name)                                                                                      |
| Abnehmender Halbmond   | Abnehmender Halbmond mit Gesicht                                                                             | Abnehmender Halbmond, Letztes Viertel                                                                                          |
| Abnehmender Sichelmond | Abnehmender Sichelmond mit Gesicht · Abnehmender Sichelmond mit Gesicht · Abnehmender Sichelmond mit Gesicht | Abnehmender Sichelmond (Altlicht in den letzten Tagen vor Neumond); Mond als Himmelskörper; Mond- oder Sonnenfinsternis        |

## Verwechslungsmöglichkeiten
Die landläufig bekannten Mondphasen sind von den Begriffen nidsigend und obsigend zu unterscheiden. Diese aus dem Oberdeutschen stammenden Begriffe werden meist als steigender und fallender Mond übersetzt. Gemeint ist damit, dass die Bahn des Mondes über den Himmel die eine Hälfte des Monats von Tag zu Tag immer höher zu verlaufen scheint, wohingegen während der anderen Monatshälfte das Gegenteil der Fall ist (tropischer Monat).

## Sonstiges
Die Mondphasen sind unabhängig vom aktuellen Abstand des Mondes zur Erde auf seiner Umlaufbahn. Die Zeitspanne zwischen zwei aufeinanderfolgenden Durchgängen des Mondes durch den erdnächsten Punkt, das Perigäum, seiner annähernd elliptischen Bahn wird als anomalistischer Monat bezeichnet und dauert etwa 27,55 Tage. Befindet sich der Mond zur Phase des Vollmonds nahe dem Perigäum, sprechen manche auch von einem „Supermond“.
Da die Dauer eines Monats im gregorianischen Kalender nicht der eines synodischen Monats von etwa 29,53 Tagen entspricht, sondern meistenfalls länger ist, kann innerhalb eines Kalendermonats ein zweites Mal ein Vollmond auftreten, der dann auch „Blue Moon“ genannt wird. Älter ist die Verwendung dieses englischen Ausdrucks als Bezeichnung für den dritten Vollmond in einer (astronomischen) Jahreszeit mit vier Vollmonden. Ähnliche Ereignisse mit Bezug auf den Neumond werden gelegentlich „Black Moon“ genannt.
Ein Vollmond während einer totalen Kernschattenfinsternis wird wegen der Färbung auch als „Blutmond“ bezeichnet.
Als phasenabhängige Phänomene können am Mondterminator bei einem Mondalter von zirka 6,7 Tagen, also kurz vor dem Erreichen des ersten Mondviertels, die visuellen Effekte Lunar X und Lunar V beobachtet werden. Ebenfalls am Terminator lässt sich bei einem Mondalter von zirka 10,5 Tagen der sogenannte Goldene Henkel beobachten.